# Fernando Pérez Bucchi
Fernando Pérez Bucchi (7 de noviembre de 1925 - 30 de abril de 2010) fue un ingeniero, académico y empresario chileno, gerente general de Madeco de 1971 a 1979.
Estudió la carrera de ingeniería civil en la Pontificia Universidad Católica (PUC) de la capital, consiguiendo su título en agosto de 1949.
Ingresó a la Cámara Chilena de la Construcción en la década de los '60, entidad de la que llegó a ser asesor de la mesa directiva (1980), director nacional (1981-1985) y segundo vicepresidente nacional (1986-1989).
Junto a su socio Juan Blanchard formaron la empresa Blanchard y Pérez, sociedad profesional de impermeabilizaciones y pisos especiales. Luego, en los '80, participó como socio y ejecutivo de la continuadora de esta compañía: Fernando Pérez Moore y Cía, vinculada a su hijo.
Fue profesor de hidráulica aplicada en la PUC de Santiago.
Casado con Isabel Moore, fue padre de siete hijos.